# レディドール/青い欲望
レディドール/青い欲望（あおいよくぼう、原題：Mio Dio, come sono caduta in basso!）は、1974年のイタリアのエロティック・コメディ映画である。ルイジ・コメンチーニ監督。出演はラウラ・アントネッリほか。アメリカでは1979年に公開され、第37回ゴールデングローブ賞の外国語映画賞にノミネートされた。
日本では劇場未公開で、テレビ東京で放送された。VHS・DVDのタイトルは『続・禁断のインモラル/悦楽に身を焦がす女たち』、WOWOW放送時のタイトルは『ラウラ・アントネッリの青い欲望』。ソフト発売時のタイトルには『続』とつくが『禁断のインモラル』とは主演が同じだけで特につながりはない（公開もこちらの方が先である）。

## あらすじ
シチリア地方。修道院育ちの貞淑な少女ユージニアが富豪のレイモンドと結婚するが、初夜に彼が自分の兄（異母兄弟）であることを知ってしまう。

## キャスト
| 役名                       | 俳優                     | 日本語吹替                                                                         |
| 役名                       | 俳優                     | テレビ東京版                                                                       |
| -------------------------- | ------------------------ | ---------------------------------------------------------------------------------- |
| ユージニア・ディ・マクエダ | ラウラ・アントネッリ     | 佐々木優子                                                                         |
| シルヴァーノ・ベナッキーニ | ミケーレ・プラチド       | 樋浦勉                                                                             |
| ルジェロ                   | ウーゴ・パリアイ         | 千田光男                                                                           |
| エヴリン                   | カリン・シューベルト     | 土井美加                                                                           |
| レイモンド                 | アルベルト・リオネロ     | 小林修                                                                             |
| アンリ・ド・サルセ男爵     | ジャン・ロシュフォール   | 小島敏彦                                                                           |
| フロリダ                   | ローズマリー・デクスター | 藤夏子                                                                             |
| エヴリン                   | カリン・シューベルト     |                                                                                    |
| ドン・パシフィコ           | ミケーレ・アブルッツォ   |                                                                                    |
| その他                     | N/A                      | 島香裕 竹口安芸子 伊井篤史 鹿島信哉 田中和実 西川幾雄 小室正幸 井上喜久子 小野健一 |
| 日本語版スタッフ           |                          |                                                                                    |
| 演出                       | 演出                     | 松川陸                                                                             |
| 翻訳                       | 翻訳                     | 山田ユキ                                                                           |
| 調整                       | 調整                     | 近藤勝之                                                                           |
| 効果                       | 効果                     | PAG                                                                                |
| 製作                       | 製作                     | コスモプロモーション                                                               |
| 初回放送                   | 初回放送                 | 1989年6月29日 『木曜洋画劇場』                                                     |